# Anya Chalotra
Anya Chalotra (* 21. července 1996 Wolverhampton, Anglie) je britská herečka. Její nejznámější rolí je Yennefer z Vengerbergu v seriálu Zaklínač.

## Životopis
Narodila se do britsko-indické rodiny. Její otec je indického původu a matka britského. Vyrostla ve vesnici Lower Penn v Jižním Staffordshire, kde bydlela s rodiči, starší sestrou Reeyou a mladším bratrem Arunem. Navštěvovala dívčí gymnázium St. Dominic v Brewoodu a později studovala na Londýnské akademii hudebních a dramatických umění (LAMDA) a na hudební a herecké škole Guildhall School of Music and Drama.
Účinkovala v několika divadelních hrách, například v Mnoho povyku pro nic a The Village. Na konci roku 2018 bylo oznámeno, že ztvární hlavní roli Yennefer z Vengerbergu ve fantasy seriálu Zaklínač z produkce Netflixu. Seriál měl premiéru dne 20. prosince 2019.

## Filmografie
| Rok        | Název           | Role                   | Poznámky                        |
| ---------- | --------------- | ---------------------- | ------------------------------- |
| 2018       | Wanderlust      | Jennifer Ashman        | televizní seriál, 5 dílů        |
| 2018       | The ABC Murders | Lily Marbury           | televizní seriál, 3 díly        |
| 2019       | Sherwood        | Robin Loxley (hlas)    | hlavní role, internetový seriál |
| od r. 2019 | Zaklínač        | Yennefer z Vengerbergu | seriál, hlavní role, 7 dílů     |